# Фолклор
Фолклор је уопштено име за културу која, у устаљеним традиционалним облицима, живи у народу. Овај културни облик прелази од старијих на млађе. Дуг развојни и вековни пут утицао је на преношење оригиналности народних творевина. Као и све остало, народна уметност еволуира. Ово се у музици лако уочава на песмама са истим текстом које се на разним удаљеностима интерпретирају на разне начине. Исто се дешава и са народним играма: народна кола данас и она од пре педесет година, иако са истим именима и називима, разликују се. Народни дух, најснажнији покретач свих идеја у уметности, никада не мирује. Народ обавезно и увек ствара своју уметност, са својом етиком и посебном карактеристиком. Проучавајући фолклор научници реконструишу духовну вредност и културну прошлост народа. Музички фолклор преноси се предањем и помаже нам да упознамо народно стваралаштво прошлих епоха.

## Порекло назива
Термин фолклор први је употребио Енглез Џон Томас (енгл. William John Tomas) 1846. године, где фолк значи народ, а лоре се односи на знање.

## Српске народне игре
Народне игре су важна карактеристика појединих народа или етничких група. Сваки народ или етничка група у својим играма има особености које је посебно обележавају. У српском језику изразом народна игра означавало се више појмова. Њиме су се означавале утакмице у скакању, трчању, бацању и дизању камена и других терета, укратко све оно сто би се данашњим језиком могло називати спортским играма. Истим термином су се означавале и остале игре (друштвене, забавне, игре на срећу и др.). О овим и орским играма пише познати етнолог Тихомир Ђорђевић. По његовом виђењу орске игре су игре у колу или ору, код којих се на ритмичкој основи нижу одређени покрети тела. Народне игре спадају у пластичне уметности, због тога што се естетска осећања изражавају покретом. Од најстаријих почетака до данашњих стања оне су прешле дуг развојни пут, којим су их водиле многе околности. Људски покрети зависили су првенствено од природне средине, односно тла. По равном земљишту лакше се кретало него по валовитом и планинском. Рељеф је диктирао организацију, усмеравао и устаљивао рад целокупне мускулатуре. Ход по земљи је несумњиво утицао и на покрете у игри, јер је и он сам ритмичко кретање у простору. У даљем развоју примитивног човека који још није рационално схватао узроке и редослед збивања у природи, јављају се и религијске представе. Људи су предузимали мађијске радње и вршили обреде како би стекли наклоност натприродних бића, за која су сматрали да управљају појавама у природи, на корист или штету људи. Саставни део ових обреда постаје игра, тј. она постаје средство којим су људи стицали наклоност натприродних бића или отклањали њихове штетне утицаје. Ово су само неки од чинилаца који су учествовали у наставку и допринели развоју српских народних игара.

### Етнокореолошка подручја
Као што језик једног народа није свуда уједначен, већ може имати дијалекатских варијаната, тако ни српске народне игре нису свуда уједначене, већ се могу изразити на више начина, иако је етнос исти. Иста игра се у различитим крајевима играла на различите начине, јер су сваки крај, а понекад и свако насеље имали своје игре. Игре су се преносиле и преузимале из краја у крај, нарочито у суседним крајевима, што је понекад доводило до њиховог уједначавања. На територији Србије може се разликовати неколико већих етнокореолошких подручја у којима се игра на сличан начин, али донекле различит у односу на остала подручја. У прегледу који долази биће описане игре различитих подручја које имају заједничке и посебне карактеристике.

#### Панонско подручје
Од севера према југу, прво на разматрање долази панонско подручје. Панонска равница је пространа, отворена у свим правцима, те је због тога била мегдан сталних струјања становништва. Ту су се одигравале значајне етничке и културне промене, долазило је до узајамних утицаја и културних прожимања. У склопу ширег панонског подручја налази се Војводина у целини. Она има посебну етничку структуру, поред српског слоја, који је најбројнији и најстарији, живе и Мађари, Румуни и народи чије су матичне земље далеко. Пошто је Војводина равница, њене игре имају карактер равничарских и земљорадничких игара. Начин играња је ведар, а играло се лаким и ситним корацима, без много одвајања од земље. Ово долази до изражаја у игрању жена. Играње мушкараца не излази из општег стила, али се истиче многим украсним корацима и импровизацијама. Ово је било видљиво нарочито у надигравању. Играње је углавном било групно, док је код надигравања долазило до самосталних истицања. Горњи део тела играча био је миран, док су ноге импровизовале најразличитије покрете. Вешти играчи су играли са пуном чашом на глави. Српске народне игре у Војводини су се изводиле у разноврсним облицима, али је најраспрострањеније било коло. После кола би долазиле паровне, а затим игре у тројкама. Војвођанска кола су се играла претежно удесно, а суседна славонска улево. Једна од карактеристичних игара је мађарац, а поред њега било је и соло игара, претежно мушке, као што су нумера и шпанац. Што се тиче музичке пратње, преовлађује оркестарско свирање и то углавном тамбурашки оркестри.

#### Средишно подручје
Ово подручје ограничено је: са севера Савом и Дунавом; са истока планинским развођем Мораве и Тимока; са запада Дрином, Маљеном и Повленом, а са југа Западном Моравом. подручје се састоји од ширих целина: Шумадија, Поморавље, Посавина, Подриње и Подунавље. Ово подручје такође представља зону мешања Динарске, косовско-ресавске, моравско-вардарске и других миграционих струја. Динарска струја или подручје чини прелаз између панонске равнице и зоне високих планина. Овде се играло опуштеног тела, са млитавим коленима и са благим таласањем, као што је уталасано и земљиште овог краја. Окосница средишног подручја су Шумадија и Поморавље. У Шумадији с нарочито ценила лаконогост у игри, играло се усправног тела, само су се колена савијала. Између два рата у Шумадији су биле најпопуларније следеће игре: влајиња, гружанка, ђурђевка, Жикино коло, кокоњеште, мачванка, тројанац, циганчица и шумадинка и др. У западним деловима према Дрини осећају се утицаји сремских, босанских и игара динарске зоне. Поред свега шумадијски стил преовлађује. Поскочице уз игру су сремска карактеристика. У пределима ближе Дрини, се као пратња игара помиње и шаргија (оријентални инструмент Босне). Основни облик играња је отворено коло. Мушкарци и жене су равноправни у игри, углавном је играо млађи свет, момци и девојке. Музичка пратња је свирка или песма, игре уз песму биле су лаганије, а уз свирку живље. Највише се играло поводом већих народних скупова - вашари, сеоске славе и заветине.

#### Динарско подручје
Ово подручје се пружа југо-западно од средишног: простире се до Ибарског развођа према истоку, а западне и јужне границе прелазе и ван Србије. народне игре овог подручја су веома богате својом унутрашњом садржином и спољним облицима. Типичне игре овог краја биле су чарлама, шиматовац, суљавац, шумотрес, ужичанка, Ђоково коло, планинка и др. Карактеристика овог играња су ситни кораци који су се изводили тако да се не савијају колена, на целим стопалима. Сада тако играју само старији, а млађи све више прихватају стил карактеристичан за Шумадију. Облик играња - искључиво отворено коло. Обредне игре као најстарији слој овде су малобројне. Треба још напоменути да је на овој подлози игара могуће издвојити старију, новију и најновију играчку традицију овог подручја.

#### Подручје југа Србије
У простор овог подручја може се условно одредити овако: са севера се граничи масивима Сврљишких планина и Јастрепца, са запада масивом Копаоника, са југа СР Македонијом, а са истока државном границом према Бугарској. Кичму овог подручја представља долина Јужне Мораве. Осим долина уз токове Нишаве, Власине, Јабланице, Топлице, остало земљиште је планинско што је и дало печат начину играња. Овај планински предео веома је богат народним орским играма, томе су допринели разноврсност рељефа и друштвено историјски фактори. Дуг период турске владавине се у приличној мери осети у играма. Треба истаћи да у овом подручју постоје изражене разлике између „селских“ и варошких игара. Овде су се углавном играле осампутка, босарка, катанка, клецка, пиперана, на два танца, тројанка, чачак, четворка, шарено коло, шесторка и др. Основни облик играња је кружни ланац међусобно повезаних играча са држањем за појас и почетним правцем кретања удесно. Држање за појас потиче из планинске зоне. Среће се и леса - низ играча повезаних у правој линији. Најраспрострањенији назив за игру је оро, а тако се називао и скуп на коме се играло. Оро је углавном отворено. Назив коло употребљавао се касније за донете игре (моравац или кокоњеште). У музичкој пратњи раније су с употребљавали искључиво пастирски инструменти - дудук и гајде. Игре уз песму све више нестају. Суво оро се називало оно које се играло уз песму и ту је било држање за руке.

#### Тимочко подручје
Северна граница је Дунав на западу су Хомољске планине, Бељаница, Ртањ и Озрен, на југу Сврљишке планине, а од Бугарске га одваја Стара планина и Тимок. овај предео је од суседних крајева одвојен планинама и рекама, па представља географску целину. Типичне игре тимочког становништва су грозничаво коло, девла, дрдавка, Дудо, једностранка, катанка, кривка, ласкавац, руменка, паприкаш, џунџулејка, џуџино, а вероватно и лазарка, кесер, леса. Најтипичнија игра је руменка. Начин играња: чврста и неопуштена мускулатура, са ситним играњем не одвајајући се много од тла и минималним бочним померањем. Горњи део тела се током играња помера из појаса, а наизменичним истурањем напред час левог, час десног рамена. Такође је карактеристично ситно вибрирање тела (грозничаво коло). Власи данас насељавају приличан број села. Међу власима је веома распрострањена категорија имитативних игара, у којима се подражавају покрети животиња.

## Народна ношња у Србији у XIX и XX веку
О народној ношњи у Србији пре 19. века мало се шта може рећи. Услед дуготрајне и тешке турске окупације, средњовековна ношња је, по свој прилици, сведена на веома просто и једноставно одело. Време великих сеоба српског народа имало је велики значај у даљем развоју народне ношње у Србији. Велике миграције и нови додири са различитим етничким групама утицали у на промену тадашње ношње и истовремено формирали нове. У складу са привредом и животом уопште, народна ношња током целог 18. века имала је обележје скромне и оскудне одеће, која ће се задржати и у време устанака. Стварање нове Србије после 1815. године, а нарочито коначним ослобођењем од турског феудализма, створени су повољнији услови за бржи напредак Србије. У том општем напретку и народна ношња је доживљавала знатне промене, она је у другој половини века достигла врхунац у лепоти и декоративности. На почетку 20. века, услед нових друштвено-економских односа и развитка индустрије, она добија обележје полусеоске - полуградске ношње. Тако губи неке основне карактеристике народног одела, јер су јој фабрички материјал, крој и занатска израда умногоме одузели печат домаће радиности какав је имала у прошлом веку.
Зависно од природних услова, у складу са привредом и начином живота људи у појединим крајевима, употребљавао се и различит материјал за израду ношње. Одело сточара, зависно од сировине које је сточарство давало, се одликовало грубим хаљецима од вуне, једноставније израде и кроја. Нижи питомији крајеви, са изразитијом пољопривредом и блажом климом условљавали у другачије одевање. Ређи су били вунени или кожни хаљеци, а основни и најчешћи делови одеће били су од бољих влакана, лана и конопље. Током времена почиње да се користи и памук, а шира употреба памучног платна почиње тек са већом индустријском производњом. Но, с обзиром на сточарство као најважнију привредну грану, вуна је имала највећу примену у изради материјала за одећу. Употребљавала се за: израду сукна, за ткање женских прегача, тканица, торби, за израду чарапа, женских и мушких капа. Као доста чест материјал за израду обуће и одеће употребљавала се и кожа. Од коже су, поред опанака, прављени и појасеви (ужи и шири), које су имућнији људи куповали по градовима. Такође су се израђивали и кожуси, нарочито у новије време и у оним деловима Србије који су били више под утицајем суседа из Војводине. Развитак трговине и веза са европским земљама омогућили су набавку других индустријских производа. Са новим материјалима у народну ношњу су улазили и нови кројеви. Све у свему, народна ношња је умногоме зависила од начина привређивања.

### Подела ношње према подручју

#### Народна ношња у Срему
У Срему, осим староседелаца Срба и досељеника из разних крајева има доста Словака, Хрвата, Рома и несто мање Мађара. Различити начини њиховог одевања оставили су трага и на сремску народну ношњу. Сремци су врло брзо усвајали промене које су долазиле из вароши и градова и лако се одрицали својих лепих народних ношњи. Одело је представљало знак имовног стања и означавало сталешку припадност. Преовладавала је жеља да одећа увек буде уредна и чиста, те су увек имали за „сваки дан“ и за „свечаре“. Постојала су одређена правила којих су се сви строго придржавали: жена никад није гологлава, тј. неповезане мараме дочекивала госте у кући, мушкарац у цркву није улазио у гаћама, у цркву се није улазило без рекље, итд.
Мушка ношња
Основни делови летње ношње су: гаће, кошуља (сашивени од лана или памука) и прслук. Гаће су широке и дуге до чланка, беле су јер белина одбија сунце, а широке јер дају луфта. Кошуља се састоји од колира, рукава, леђа (задње стране) и недара (предње стране). Прслук је хаљетак који се стално носио, био је црне или мрке боје. Лети се још носила рекља, бенка и панталоне. у свечаним приликама носили су панталоне официрке или „рајтозне“. Бенке су ношене преко кошуље, биле су плаве боје и глатке. Рекља је обично од истог материјала од којег су се шиле панталоне, била је постављена и имала је два реда дугмади.
Основни делови зимске ношње су: кошуља, панталоне, бенка (исти као код летње ношње само се разликују у дебљини материјала) и пршњак. Пршњак се правио од две поле коже. Носили су још и кожу, кабаницу, дуцин и опаклије. Мушкарац на глави носи шешир украшен пантљиком
Женска ношња
Основни делови женског рубља су скуте и оплећак, шивени од лана и памука. Украси на кутама били у од чипке, по шавовима три прста широке. Оплећак је хаљетак који се носи на горњем делу тела, дужине толико да се може упасивати. Од тањег је платна, око врата се набира, рукави су широки до испод лакта, на рамену су набрани. Летња сукња је од цица, зимска од порхета, а празнична је од броката. Набира се око струка, најчешће је тамноплаво или тамноцрвено. Сремица је морала увек носити три сукње. Прслук је ношен преко оплећка, најчешће је тамноцрвене боје тзв. трула вишња. Кецеља је од црног блота, касније од сатена, горе је набрана. Носиле се за празник. Чарапе су биле до колена, носиле су се и зими и лети и најчешће су биле црвене боје. Жене су носиле папуче и опанке, али и ципеле на везивање. Зимска сукња била је вуненка. Зимки хаљетак дуг до појаса са рукавима је ћурча. Бунде су биле од црног плиша и постављене кожом. Носиле су се и мараме, и то светлије мараме носиле су младе жене, а црне мараме носиле су старије жене.

#### Народна ношња Шумадије
Народна ношња шумадијског округа обилује детаљима и можда јој управо то даје драж каквом одише.
Шумадијска Мушка народна ношња
Свечана ношња је била у употреби у Шумадији (Западна Србија) од осамдесетих година 19. до средине 20 века.
Мушку Шумадијску народну ношњу чине:
- Јелек (фермен) је прслук израђен од вуне или од баршуна, облачи се преко антерије. Богато је украшен везом од свиленог гајтана, са биљним и геометријским мотивима.
- Антерија (врста кратког капута), облачи се преко кошуље и сеже до испод струка. Предњи делови се преклапају један преко другог. Антерија је израђена од тамноплаве боје и спреда украшена везом од свиленог гајтана.
- Кошуља се углавном израђивала од памучног платна, до средине бутине, разрезана на прсима, са малом крагном и порубима а рукави се завршавају манжетнама (таслице). Облачи се до тела у увлачи у панталоне.
- Панталоне су обично биле од маслинастосивог шајака (врста материјала). Преузете су из војничке униформе. Карактеришу их уске ногавице . Народ их још зове панталоне на брич.

- Појас( тканица) изаткан је од разнобојне вуне и опасиван је неколико пута око струка, са тим да се крај појаса са леве стране испусти низ бедра.
- Чарапе се носе преко панталона и сежу до испод колена. Плетене су од црне вуне и на горњем делу украшене везом разнобојне вунице (цветна лозица).
- Опанци (ђонаши) израђивали су се од штављене говеђе коже са јако дебелим ђоном и нарочитим врхом (кљуном) који представља украс опанка. Опанак се фиксирао за ногу каишевима који су ишли око чланака.
- Шајкача (војничка капа), као део војне униформе уведена је у употребу после српско-турских ратова(1876-1878). То је један од најкарактеристичнијих делова мушке народне ношње у Србији с краја 19.века.

Женска народна ношња
Женска народна ношња састојала се од кошуље, сукње, јелека и кецеље.
- Кошуља је увек била израђена од лана, те је стога била врло пријатна за ношење. Предео око врата и рукава је био затворен и живописно украшен фином чипком, најчешће у црвеној боји.
- Сукња је обавезно била тамније боје од кошуље и по себи је имала вертикалне пруге чија се боја слагала са бојом чипке на кошуљи. Са предње стране је била отворена, па се морала заденут за појас како не би спала.
- Јелек се носио преко кошуље у боји сукње који је био украшен златним, сребрним или шареним везом који се нарочито истицао на тамној подлози.
- Прегача се обавезно морала носити преко сукње и било је непристојно изаћи из куће без ње на себи. Жене и девојке су је углавном израђивале саме од домаће вуне, иако је овај процес био прилично дуг и напоран. Требало је ошишати овцу, опрати вуну, прести, обојити вуну и тек онда ткати на разбоју.

#### Народна ношња са Косова и Метохије
Ношња Косова и Метохије је веома разноврсна.
Гњиланска народна ношња је веома богата и пуна детаља и украса. Одликује се ситним шарама, филигранским накитом, разнобојним манистрама, шареним перлама, сребрним и златним новцем. „Становништво гњиланског краја ради тешке послове, али је бар код своје куће . Није онда никакво чудо што је његова ношња, чак и мушка, шарена, живописна и украшена на начин људи које не брину пезелбарске бриге и могу да негују љубав за детаљ у орнаменту.“
На северу Косова народна ношња је скромнија. Израђивана је од конопљаног, ланеног или памучног платна. У женској народној ношњи кошуље интане су важан део одеће. Украшаване су пуним везом, око рукава и напред на прсима. Сукње су израђиване од конопљаног платна или вунених отканих материјала и биле су основни одевни предмет. Сукнени прслуци, грудњаци, богатије везени јелеци били су такође важни делови женке одеће. Традиционалну мушку ношњу карактерише кошуља од конопљаног, ланеног или памучног платна, равно кројена, проширена клиновима са стране дужине до колена. Преко кошуље је облазен јелек, без рукава, израђен од сукна или чохе и копоран дугих рукава. Као горњи одевни премет ношен је и џамадан. Чакшире су кројене од белог, сигавог и црног сукна, по кроју су могле имати ужи или шири тур, замењене су тежином (платном од конопље) након Другог светског рата.
Призренска народна ношња се препознаје по префињеном стилу и колориту. За одевање женског становништва у Призрену карактеристичан је велики број различитих одевних предмета. Женска ношња је нарочито упечатљива и по свом изгледу се значајно разликује од ношњи из осталих делова Србије. Једна од карактеристика женске ношње из Призрена су димије, у чему се огледа утицај Турака. Оне заузимају најзначајније место у оквиру доње женске одеће. Израђиване су од свиленог атласа и сатена, једнобојне (ружичасте, црвене, плаве и светлозелене). Препознатљива је и по призренском платну и богатим везом. Кошуље су израђивале жене у међусобној сарадњи, а испод кошуља су се носиле поткошуље, сашивене од памучне тканине. Јелек је израђиван од сомота или тафт-свиле, црвене, љубичасте, плаве и зелене боје. Минтан, горњи краћи женски хаљетак везује се пре свега за културу одевања српског православног становништва. Карактеристичан је као свечана одећа удатих жена. Нануле као обућу за кућу и излазак у Призрену су носиле припаднице и православне и муслиманске вере. Накит је био обавезан део одеће жена у Призрену, а најчешће је подразумевао минђуше (обоце), огрлице само од нанизаних дуката, медаљоне, наруквице, брошеве, украсне игле и прстење. 
У одевном репертоару мушкараца налазили су се: кошуља, јелек, мисираба, минтан, долама, дуги ћурак, памуклија, копора, чакшире, обућа, капа и накит. Јелек се јавља у три облика: краћи, који допире до изнад појаса, дужи, до испод појаса, и кратки, најређи и најсвечанији, са карактеристичним отвором за руке. Долама није била широко прихваћен одевни предмет у Призрену. Ћурк је био кратак горњи одевни предмет и подстављен крзном по ивицама које се виде. Чакшире су носили сви мушкарци који су то себи могли да приуште, а израђивале су их терзије, и то од чохе, коју су украшавали гајтанима. Чарапе су плетене од белог, а касније и од памука разних боја. Капа-припадници вих конфесија носили су тзв. тунис фес. Испод њега је ношен терлик, бела памучна капица која је фес ститила од зноја. Накит је био карактеристичан пратећи елемент мушког одела. Најчешће су то била: сребрна дугмад, муштикле и сребрне филигранске табакере.
Међу најлепше делове женске ношње из Сиринићке жупе спада превез са капом, који се спушта са главе низ леђа, скоро до појаса. Изузетно је украшен везом, разним шарама и орнаментима. Носиле су га невесте прву годину брака и друге жене само о празницима.
Традиционална ношња из Приштине- Карактеристичан део женске ношње је зубун. Зубун је дуг и отворен спреда целом дужином, израђен је од белог сукна и без рукава. По својој лепоти и разноврсним шарама у нијансама црвене боје истичу се зубуни из околине Пећи. Од горњих делова ношње карактеристични су и кратки прслуци: јелек, јелече, гуњић.